# Baló de ventilació

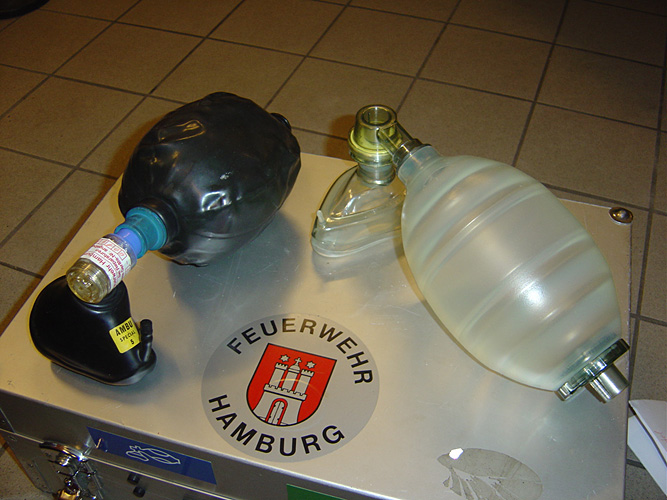
Dos models de balons de ventilació, ambdós connectats a una màscara, a l'esquerra un Ambu.

Un baló de ventilació és una pilota de goma o de material elàstic, generalment de forma ovoide, autoinflable, que funciona com una manxa manual per insuflar aire als pulmons d'un pacient a través d'una màscara o d'un tub endotraqueal.
És necessari en casos d'emergència mèdica quan la respiració del pacient és insuficient (insuficiència respiratòria severa) o ha deixat del tot (aturada respiratòria), així s'utilitza per a la reanimació cardiopulmonar. És un material que disposen totes les ambulàncies, i en els centres d'atenció sanitària en el carretó d'aturada. Inventat pel metge danès Holger Hesse el 1937, la seva producció ha estat lligada a la casa comercial Ambu, nom que s'utilitza sovint per referir-se al baló.